# Аногенитална удаљеност
Аногенитална удаљеност (АГУ) јесте анатомско растојање од средине ануса (чмара) до гениталија, доње стране вагине, клиториса или мошница. Сматра се медицински значајном из више разлога, и код људи и код других животиња, за одређивање пола и као маркер изложености ендокриним дисрупторима. Регулише га дихидротестостерон, који може бити поремећен нежељеним дејством  фталата чија је уобичајена примена у пластици.
Према досадашњим мерењима аногенитална удаљеност је обично много дуже код мушкараца него код жена.

## Аногенитални индекс
Аногенитални индекс (АГИ) је индекс који се користи за поређење аногениталне удаљености (АГУ) у односу на модел заснован на телесној тежини.
Израчунава се као АГИ (аногенитални индекс) подељен са тежином:
АГИ = АГТ/тежина (мм/кг)

## Начин мерења
Аногенитална удаљеност се обично мери на следећи начин: 
- од центра ануса до задње конвергенције френулума малих усана (где почиње предворје) код жена (АГУ-АФ);
- од центра ануса до споја глатке коже перинеума са избоченом кожом мошница код мушкараца (АГУ-АС).[4]

Алтернативно мерење, АГД-АЦ, дефинисано само код жена, мери се од ануса до клиториса.

## Аногенитална удаљеност и њен значај
Аногенитална удаљеност је растојање од ануса до гениталија и неинвазивна је и довољно осетљива мера која служи као биомаркер за недостатак андрогена или антиандроген активност током развоја фетуса. Она је данас битан показатељ колико је дете током ране трудноће било изложено мушким полним хормонима – андрогенима.
Смањена аногенитална удаљеност  је важан маркер репродуктивног здравља и ендокриних поремећаја. Када би га измерили за свако новорођенче, знали бисмо нешто о њиховој будућој плодности. Краћа аногенитална удаљеност код мушкараца и дужа аногенитална удаљеност код жена указују на нижи репродуктивни успех у одраслом добу, јер код мушкараца укључују ризик од синдрома дисгенезе тестиса.

## Истраживања

### Код животиња
Код животиња аногенитална удаљеност се редовно користи у токсиколошким студијама и представља најосетљивији клинички налаз изложености антиандрогенима током развоја. Показује којој количини андрогена је изложен мушки фетус у материци - виши нивои андрогена утичу на већу андрогену удаљеност  и нормалан развој.
Аногенитална удаљеност  се у пракси користи да покажете да фталати (најчешће коришћени омекшивачи који се додају пластици на бази ПВЦ-а (поливинил хлорида) да би се смањила ломљивост производа) узрокују низак број сперматозоида код мушкараца.
Када је око 2000. године, истраживан фталатни синдром код глодара, али не и код људи, мајке пацова којима су даване фталате имале су мушке бебе са мањим пенисима и мошницама, мањим бројем сперматозоида и САГУ.
Потом је урађена студију у којој је мерен сакупљени урин трудница на фталате и САГУ њихових беба. У студији је пронађено код глодара: фталатни синдром.

### Код људи
Затим је урађена студија на мушкарцима факултетских годинама, који су замољени да дају узорак сперме и да им се измери њихов аногенитална удаљеност, и показало се да што је аногенитална удаљеност  краћа, то је мањи број сперматозоида. Ове студије су доказале директну везу између утицаја фталата на аногениталну удаљеност, а затим и  на повезаност кратког аногенитална удаљеност  са малим бројем сперматозоида.
Такође треба напоменути да је људима потребна мања доза за постизање истог ефекта. Већа осетљивост човека објашњава се споријим метаболизмао па самим тим и инактивацијом тоскичних једињења.